# Pucapampella
Pucapampella è un genere estinto di pesci cartilaginei arcaici, noto per fossili rinvenuti in sedimenti risalenti al Devoniano inferiore in Bolivia, nelle concrezioni della Formazione Belén, immediatamente al di sopra o al di sotto della Quarzite di Condoriquiña. Altri fossili ascritti al genere sono stati ritrovati in Perù.

## Descrizione
Il cranio di Pucapampella presenta due caratteristiche uniche che lo distinguono da tutti gli altri condritti noti:
- La porzione posteroventrale del neurocranio, costituita dalla placca paracordale e dall'arco occipitale, è completamente separata dalla porzione anteriore e dorsale, che include le regioni etmosfenoide e otica.
- I denti, relativamente grandi e affilati, sono direttamente attaccati alle cartilagini del palatoquadrato e di Meckel, che compongono l'arco mandibolare.

La maggior parte delle informazioni craniche su Pucapampella deriva da un esemplare rinvenuto in Sudafrica e successivamente descritto come un genere a sé stante, Gydoselache, che ha permesso di ricostruire numerosi elementi cranici isolati provenienti dalla Bolivia, tra cui le principali componenti del neurocranio e alcuni elementi degli archi mandibolare e ioideo.
Le mascelle fossili isolate rinvenute in Bolivia mostrano una notevole diversità nella forma, dimensione e disposizione dei denti, suggerendo la possibile esistenza di più specie all'interno del genere Pucapampella. Tuttavia, l'assenza di esemplari articolati completi rende ancora incerta la reale diversità specifica del taxon.

## Classificazione
Le analisi filogenetiche recenti collocano Pucapampella come il sister group di tutti i condritti viventi e fossili, in alcune analisi affiancato dal condritto arcaico Doliodus problematicus, proveniente dall'Emsiano del Canada. Questo posizionamento suggerisce che Pucapampella rappresenti una forma basale nell’evoluzione dei vertebrati con mascelle (gnatostomi).
Ad oggi, il genere Pucapampella comprende una sola specie riconosciuta, P. rodrigae, descritta nel 1986 da Janvier e Suárez-Riglos. L'olotipo è costituito da una placca paracordale isolata. Tuttavia, la diversità morfologica osservata nelle mascelle fossili rinvenute in Bolivia lascia aperta la possibilità che il genere comprenda più specie ancora da definire.

## Significato evolutivo
La peculiare anatomia cranica di Pucapampella fornisce informazioni fondamentali sull'evoluzione iniziale dei condritti e sulla diversificazione dei primi vertebrati con mascelle. La scoperta di esemplari articolati potrebbe chiarire la reale varietà specifica del genere e il suo ruolo nell’evoluzione dei condritti primitivi.